# Alan Banaszek
Alan Banaszek, né le 30 octobre 1997, est un coureur cycliste polonais. Sur piste, il est notamment  champion d'Europe de course aux points en 2017 et champion d'Europe d'omnium en 2021.

## Biographie
Alan Banaszek est issu d'une famille de cyclistes. Son père Bogdan était coureur, tout comme son oncle Dariusz Banaszek, élu président de la Fédération polonaise de cyclisme en 2016. Ses cousins Adrian et Norbert ont également fait du cyclisme.
En 2015, il devient en août champion d'Europe sur route juniors sur le circuit de Tartu en devançant au sprint ses compagnons d'échappée,. Au mois d'octobre, il signe un contrat de trois ans en faveur de l'équipe continentale professionnelle CCC Sprandi Polkowice. L'année suivante, il remporte sur piste le titre national de la course aux points et termine dixième du championnat du monde sur route espoirs.
Il obtient de bons résultats en 2017, où il remporte cinq courses sur route UCI et devient en octobre à 20 ans champion d'Europe de course aux points chez les élites.  L'année suivante, il termine deuxième derrière Dylan Groenewegen de la quatrième étape du Tour de Norvège. En 2019, il est de nouveau champion de Pologne de la course aux points. Sur route, il remporte le Grand Prix Manavgat-Side en 2020 ainsi qu'une étape du Tour de Bulgarie. En 2021, il devient champion d'Europe d'omnium, ainsi que quintuple champion national sur piste. Sur route, il remporte Visegrad 4 Bicycle Race - GP Slovakia, le classement général du Tour de Szeklerland, ainsi que deux étapes du Tour de Serbie.

## Palmarès sur route

### Par année
- 2014
  - 4e étape de la Coupe du Président de la Ville de Grudziadz
  - 2e de la Coupe du Président de la Ville de Grudziadz
- 2015
  -  Champion d'Europe sur route juniors
- 2016
  - 1re étape du Szlakiem Walk Majora Hubala
  - 1re étape du Carpathian Couriers Race
  - 2e du Dookoła Mazowsza
  - 3e du Szlakiem Walk Majora Hubala
  - 3e du championnat de Pologne du contre-la-montre en duo
  - 10e du championnat du monde sur route espoirs
- 2017
  - Grand Prix International de Rhodes
  - 1reb étape de la Semaine internationale Coppi et Bartali (contre-la-montre par équipes)
  - 3e étape du CCC Tour-Grody Piastowskie
  - 1reb étape de la Course de Solidarność et des champions olympiques
  - Memorial im. J. Grundmanna J. Wizowskiego
  - Mémorial Henryk Łasak
  - 2e du Mémorial Roman Siemiński
- 2018
  - 2e du Visegrad 4 Bicycle Race - GP Slovakia
  - 3e du Mémorial Roman Siemiński
- 2020
  - Grand Prix Manavgat-Side
  - 1re étape du Tour de Bulgarie
  - 3e du Grand Prix Gazipaşa
- 2021
  - Visegrad 4 Bicycle Race - GP Slovakia
  - Tour de Szeklerland :
    - Classement général
    - 2e étape

  - 1re et 4e étapes du Tour de Serbie
  - 2e du championnat de Pologne sur route
  - 2e du Grand Prix Velo Manavgat
  - 3e du Grand Prix Gazipaşa
- 2022
  - Tour de Thaïlande
    - Classement général
    - 2e étape

  - 4e étape de Belgrade-Banja Luka
  - 3e de la Dookoła Mazowsza
- 2023
  -  Champion de Pologne sur route
- 2024
  - 3e étape du Tour de Kurpie (contre-la-montre par équipes)
  - 4e étape du Dookoła Mazowsza
  - Tour de la Bataille de Varsovie : 
    - Classement général
    - 4e étape
- 2025
  - 3e du Tour de Szeklerland

### Classements mondiaux
| Année                                 | 2016 | 2017 | 2018 | 2019  | 2020 | 2021 | 2022 | 2023 | 2024 |
| ------------------------------------- | ---- | ---- | ---- | ----- | ---- | ---- | ---- | ---- | ---- |
| Classement mondial                    | 515e | 290e | 894e | 3072e | 371e | 178e | 270e | 616e | 615e |
| UCI Europe Tour                       | 382e | 131e | 540e | 1888e | 303e | 153e | 219e | nc   | nc   |
| UCI Asia Tour                         | 199e | nc   | nc   |       |      |      |      |      |      |
|                                       |      |      |      |       |      |      |      |      |      |
| Légende : nc = non classéSource : UCI |      |      |      |       |      |      |      |      |      |

## Palmarès sur piste

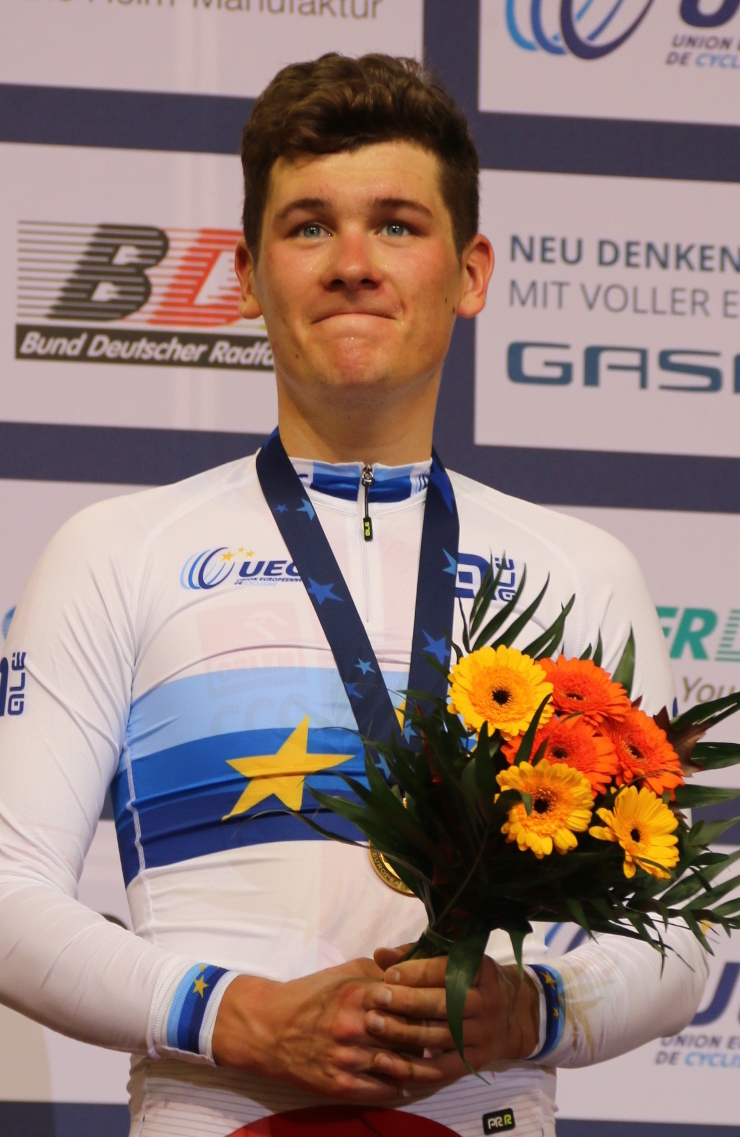
Alan Banaszek, lors de son titre européen en 2017.

### Championnats du monde
- Hong Kong 2017
  - 9e de la poursuite par équipes[4]
  - 11e de l'américaine[5]
- Apeldoorn 2018
  - 10e de la poursuite par équipes[6]
  - 13e de la course aux points[7]

### Ligue des champions
- 2021
  - 2e de l'élimination à Londres

### Championnats d'Europe
| Édition / Épreuve          | Américaine | Course aux points | Omnium |
| Montichiari 2016 (espoirs) | Bronze     |                   |        |
| Berlin 2017                |            | Or                |        |
| Granges 2021               |            |                   | Or     |

### Championnats de Pologne
- 2014
  -  Champion de Pologne de l'américaine (avec Norbert Banaszek)
- 2016
  -  Champion de Pologne de course aux points
  - 2e du championnat de Pologne de course à l'élimination
  - 3e du championnat de Pologne du scratch
- 2017
  - 2e du championnat de Pologne de course à l'américaine
  - 2e du championnat de Pologne de course à l'élimination
  - 3e du championnat de Pologne de course aux points
- 2019
  -  Champion de Pologne de course aux points
  - 2e du championnat de Pologne de course à l'élimination
- 2020
  -  Champion de Pologne de poursuite par équipes (avec Norbert Banaszek, Daniel Staniszewski et Tobiasz Pawlak)
  -  Champion de Pologne de course aux points
  -  Champion de Pologne de course à l'américaine (avec Daniel Staniszewski)
  - 2e du championnat de Pologne d'omnium
  - 2e du championnat de Pologne de course à l'élimination
  - 3e du championnat de Pologne du scratch
- 2021
  -  Champion de Pologne de poursuite par équipes (avec Norbert Banaszek, Daniel Staniszewski, Tobiasz Pawlak et Filip Prokopyszyn)
  -  Champion de Pologne de course aux points
  -  Champion de Pologne de course à l'américaine (avec Daniel Staniszewski)
  -  Champion de Pologne du scratch
  -  Champion de Pologne d'omnium
  - 2e du championnat de Pologne de poursuite individuelle
- 2024
  -  Champion de Pologne d'omnium
  - 2e du championnat de Pologne de course à l'élimination